# Mitrococcus celsus
Mitrococcus celsus är en insektsart som beskrevs av Borchsenius 1959. Mitrococcus celsus ingår i släktet Mitrococcus och familjen skålsköldlöss. Inga underarter finns listade i Catalogue of Life.